# José Diogo Brochado da Rocha
José Diogo Brochado da Rocha foi um militar, engenheiro e político brasileiro.
Filho mais velho do ex-prefeito de Porto Alegre Otávio Rocha e Inácia Brochado da Rocha, irmão de Antônio Brochado da Rocha e Francisco de Paula Brochado da Rocha.
Estudou no Ginásio Estadual Anchieta e no Colégio Militar, seguindo a carreira militar. Participou do Movimento Tenentista, sendo expulso das forças armadas. Retornou à carreira militar, chegando, em 1943, a tenente-coronel, durante o Estado Novo.
Entrou para a política, acompanhando o pai, na década de 1920, filiando-se ao PRR. Nesta época trabalhou como engenheiro na Secretaria de Obras Públicas do Estado, onde depois foi secretário-geral. Foi intendente de São Pedro do Sul, em 1930 e Viamão, entre 1931 e 1932. Foi também diretor da Viação Férrea e representante dos ferroviários no estado.
Com a redemocratização do país, em 1945, profissionalizou-se na política, elegendo-se deputado federal e depois deputado estadual constituinte em 1947. Foi presidente da Assembleia Legislativa, depois elegendo-se novamente deputado federal em 1951.
Filiado ao PTB, foi líder do partido no congresso, durante o segundo governo de Getúlio Vargas. Em 1954 disputou a vaga de candidato do partido a governador, perdendo para Alberto Pasqualini e recusando a vaga de candidato ao senado. Lançou-se então candidato a governador pelo PSP, sem sucesso.